# Choristidae
Choristidae es una pequeña familia  familia de insectos mecópteros que incluye únicamente ocho especies repartidas en tres géneros. Todas las especies son endémicas de Australia. Sus larvas se desarrollan sobre esteras de musgo.

## Especies
La familia incluye los siguientes géneros y especiesː
- Chorista. Klug, 1838
  - Chorista australis. Klug, 1838
  - Chorista luteola. (Westwood, 1846)
- Meridiochorista. Lambkin, 1996
  - Meridiochorista insolita. (Riek, 1973)
  - Meridiochorista ruficeps. (Newman, 1850)
- Taeniochorista. Esben-Petersen, 1914
  - Taeniochorista bifurcata. Riek, 1973
  - Taeniochorista nigrita. Riek, 1973
  - Taeniochorista pallida. Esben-Petersen, 1914
  - Taeniochorista similis. Riek, 1973